# Ẩm thực Hungary

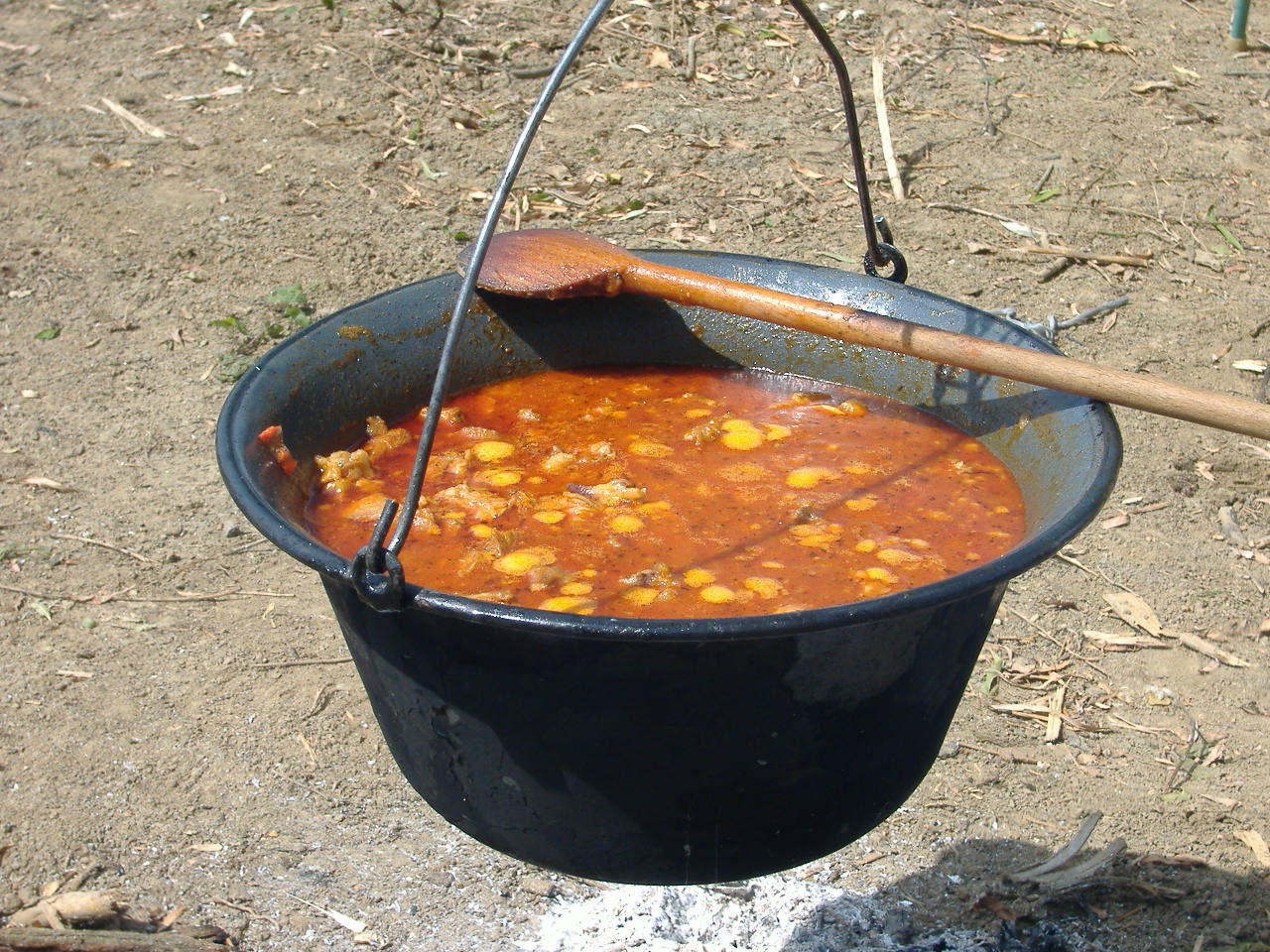
Thịt hầm (gulyás) nấu trong một vạc cổ truyền ("bogrács").

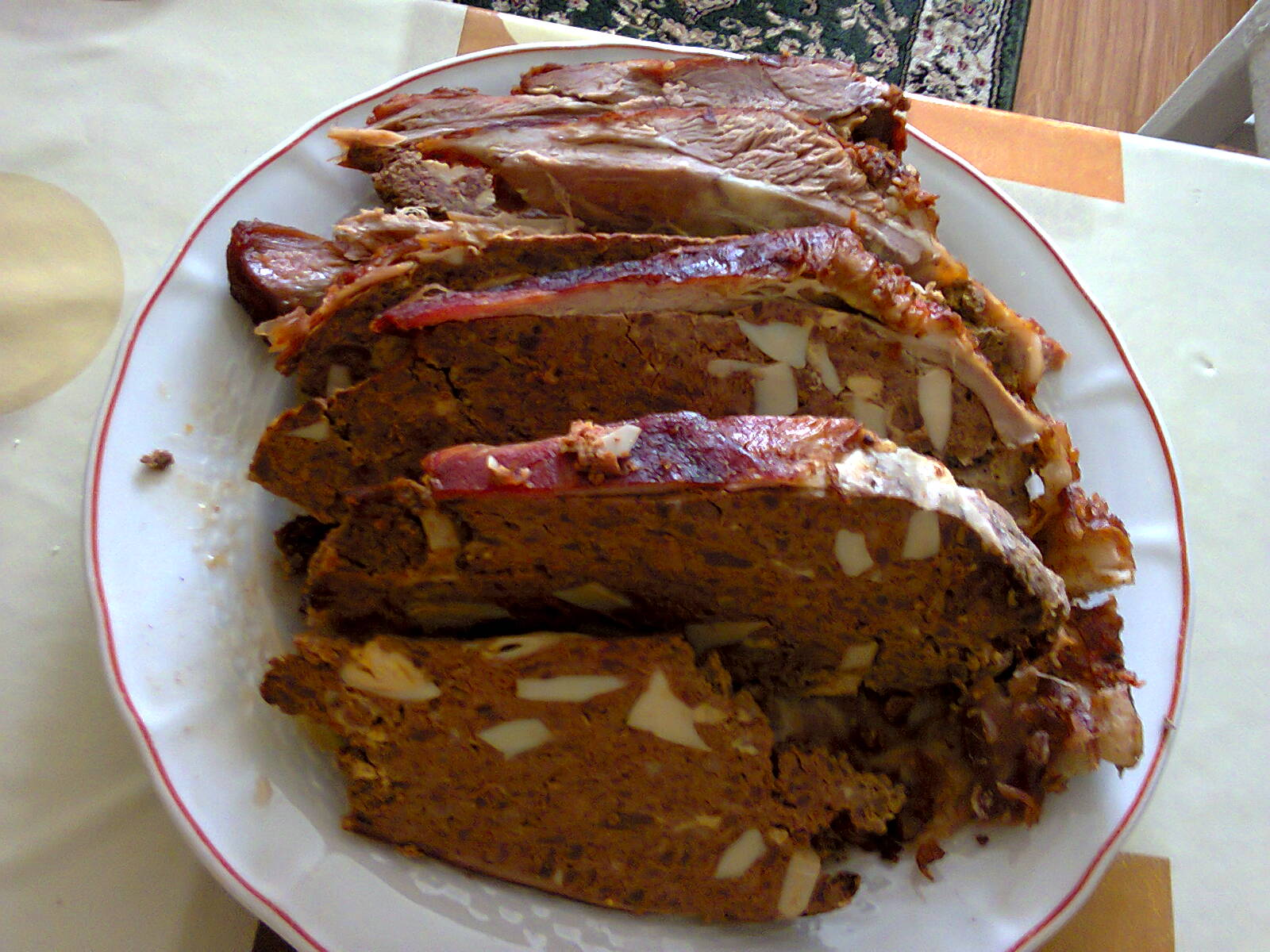
Một món thịt

Ẩm thực Hungary hoặc ẩm thực Magyar có đặc trưng ẩm thực quốc gia Hungary và nhóm dân tộc chính quốc gia này, người Magyar. Các món ăn truyền thống Hungary chủ yếu dựa trên các loại thịt, rau theo mùa, hoa quả, bánh mì tươi, sản phẩm sữa và pho mát.

## Đặc điểm chung

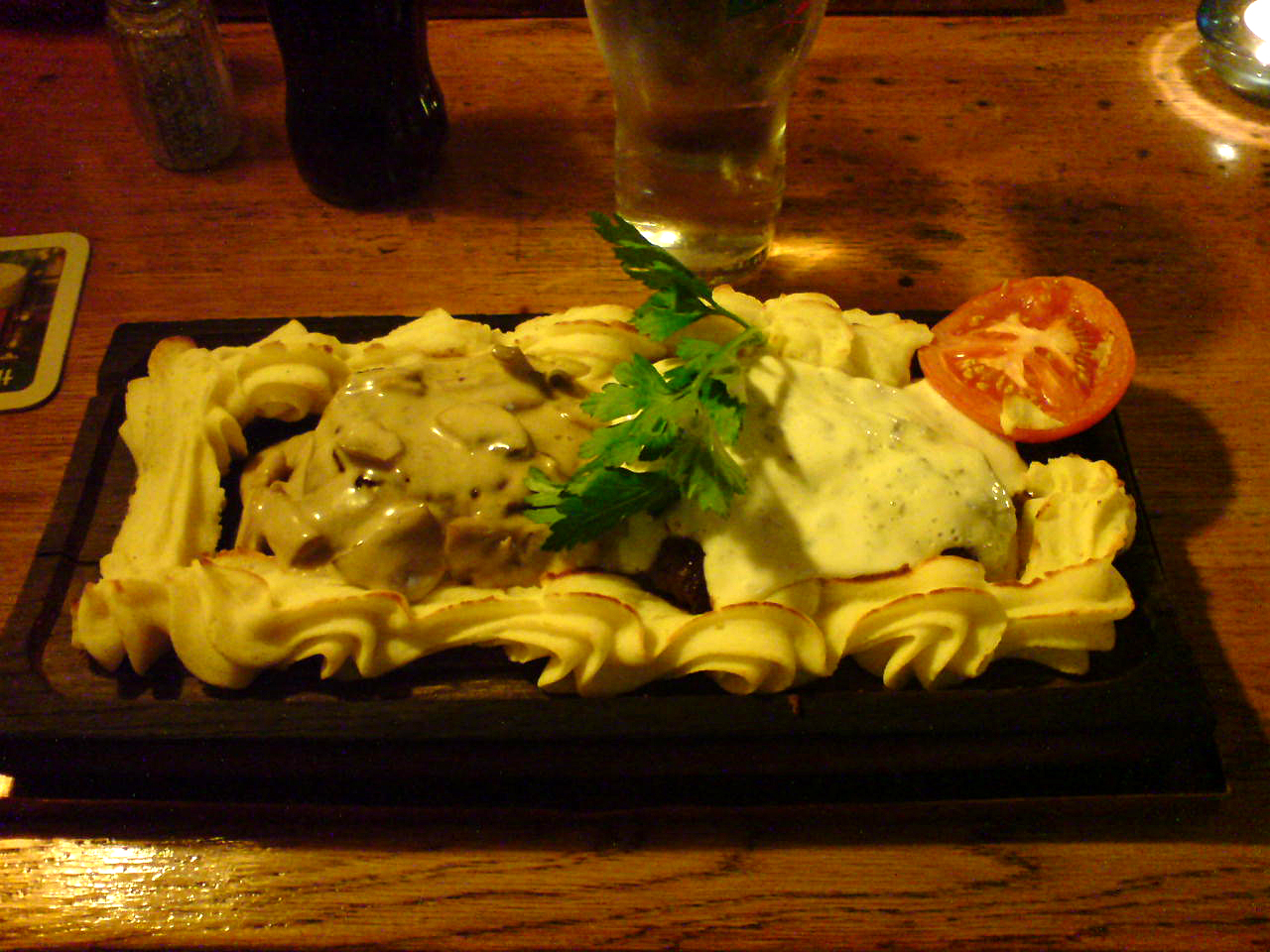
Fatányéros

Người dân Hungary là đặc biệt đam mê các món hầm, thịt hầm, thịt nướng, thịt lợn nướng, thịt bò, thịt gia cầm, thịt cừu và thịt thú săn. Sự pha trộn của loại thịt khác nhau là một đặc điểm truyền thống của ẩm thực Hungary. Món garu Hungary, nhồi ớt, cuộn bắp cải, và Fatányéros (món nướng trộn Hungary trên một đĩa gỗ)) là tất cả các món ăn mà có thể kết hợp thịt bò và thịt lợn, và đôi khi thịt cừu. Món garu Hungary là một món hầm với nước thịt nhiều hơn hoặc một món súp bằng thịt với xương, ớt bột, thì là, rau (thường là cà rốt và rễ rau mùi tây) và khoai tây hoặc bánh bao nhỏ khác nhau hoặc mì nấu với thịt. 
Món hầm thịt Hungary nổi tiếng khác bao gồm paprikás, một món hầm paprika với thịt rim trong kem dày paprika gravy, và pörkölt, một món hầm Hungary với thịt không xương (thường là thịt bò hoặc thịt lợn), hành tây, ớt bột và bột ngọt, cả phục vụ với nokedli (bánh bao nhỏ). Trong các món ăn kiểu cũ, các loại trái cây như mận và mơ được nấu với thịt hoặc nước sốt cay / nhân nhồi thịt nướng và các loại thịt thái khác. Các loại mì và bánh bao, khoai tây, gạo và thường được ăn như món phụ. Xúc xích Hungary (kolbász) và salami mùa đông là một phần chính của món ăn Hungary.
Các đặc điểm nổi bật khác của ẩm thực Hungary là các món súp, món tráng miệng, và bánh ngọt và bánh crepe có nhân (palacsinta), với sự cạnh tranh khốc liệt giữa các biến thể trong khu vực về các món ăn giống nhau (chẳng hạn như canh cá nóng Hungary gọi xúp ngư phủ hoặc halászlé, được chế biến khác nhau trên bờ hai con sông chính của Hungary: sông Danube và Tisza), palacsinta (bánh kếp được phục vụ flambéed sốt sô cô la đen chứa đầy quả óc chó mặt đất) và bánh Dobos (bánh xốp lớp, với sô cô la kem bơ làm đầy và một lát mỏng caramel rưới lên trên).
Hai yếu tố đáng chú ý của ẩm thực Hungary rằng hầu như không được dân địa phương chú ý, nhưng thường được người nước ngoài nhận ra, là những hình thức khác nhau của món hầm rau gọi főzelék cũng như súp trái cây lạnh, như súp chua dâu tây lạnh (tiếng Hungary: meggyleves hideg). Ẩm thực Hungary sử dụng một lượng lớn các loại pho mát, nhưng phổ biến nhất là túró (một loại pho mát Đức), pho mát kem, pho mát cừa (juhturó), Emmentaler, Edam và các loại pho mát Hungary Trappista, pho mát Pálpusztai và pho mát Pannonia.

## Gia vị
Thực phẩm Hungary thường cay, do việc thường sử dụng của paprika cay. Paprika ngọt (dịu) cũng được sử dụng phổ biến. Ngoài ra, sự kết hợp của ớt bột, mỡ heo và hành tây vàng là đặc trưng của ẩm thực Hungary, và việc sử dụng các loại kem chua dày gọi tejföl.
Ngoài các loại ớt và hành tây (nguyên liệu, xào, làm cháy, sạm hay caramen), các thành phần hương vị phổ biến khác bao gồm: lá nguyệt quế, hạt tiêu đen, thì là, rau mùi, quế, thì là, tỏi, cải ngựa, nước cốt chanh và vỏ, kinh giới, mù tạt (đã chế biến), oregano, rau mùi tây giấm và vani. Gia vị ít được sử dụng là hoa hồi, húng quế, rau mùi, hẹ, củ, quả mọng bách xù, levisticum officinale, mace, hạt thuốc phiện, cây hương thảo, cây gia vị, rau thơm, húng tây và bò xạ hương và hạt tiêu trắng.